# Jörg Behrend
Jörg Behrend, né le 24 décembre 1966 à Potsdam (Allemagne de l'Est), est un gymnaste artistique est-allemand.

## Palmarès

### Championnats du monde
- Stuttgart 1989
  -  médaille d'or au saut de cheval
  -  médaille d'argent au concours par équipes